# Bridgewater (condado de Plymouth)
Bridgewater fue un lugar designado por el censo (en inglés, census-designated place, CDP) ubicado en el condado de Plymouth, Massachusetts, Estados Unidos. El CDP dejó de existir cuando al municipio de Bridgewater (en inglés, Bridgewater Town) le fue otorgado un estatus de facto de ciudad en 2010. 

## Geografía
Bridgewater estaba ubicado en las coordenadas 41°59′11″N 70°58′6″O / 41.98639, -70.96833. Según la Oficina del Censo de los Estados Unidos, tenía una superficie total de 5.96 km², de la cual 5.89 km² correspondían a tierra firme y (1.04%) 0.06 km² era agua.

## Demografía
Según el censo de 2010, había 7.841 personas residiendo en Bridgewater. La densidad de población era de 1.316,27 hab./km². De los 7.841 habitantes, Bridgewater estaba compuesto por el 89.21% blancos, el 4.91% eran afroamericanos, el 0.15% eran amerindios, el 1.79% eran asiáticos, el 0% eran isleños del Pacífico, el 1.5% eran de otras razas y el 2.44% pertenecían a dos o más razas. Del total de la población el 3.72% eran hispanos o latinos de cualquier raza.